# Ляудіс Казимир Францович
Казимир (Казімерас) Францович Ляудіс (лит. Kazimieras Franco Liaudis; 10 січня 1901, поселення Байсогале Ковенської губернії, тепер Литва — 23 травня 1989, місто Вільнюс, Литва) — державний та партійний діяч СРСР і Литовської РСР, голова КДБ Литовської РСР, генерал-майор. Член Бюро ЦК КП(б) Литви (1944—1959). Депутат Верховної Ради СРСР 3—5-го скликань. Герой Соціалістичної Праці (9.01.1976).

## Біографія
Народився 28 грудня 1900 (10 січня 1901) року в родині робітника.
У 1912 році закінчив першу групу заводського училища в селі Кам'янське Катеринославської губернії. З лютого 1913 року — робітник-машиніст металургійного заводу в Кам'янському.
У листопаді 1917 року вступив в Червону гвардію, а в лютому 1918 року — в Червону армію. Брав участь у Громадянській війні в Росії. З лютого 1918 року по січень 1919 року — командир відділення партизанського загону Колосова в Катеринославській губернії. З січня по червень 1919 року — співробітник для доручень політвідділу дивізії 2-ї армії Південного фронту. З червня 1919 по січень 1920 року — командир взводу окремого кавалерійського ескадрону 14-ї армії Південного фронту. З січня 1920 року по січень 1921 року — командир взводу 58-го кавалерійського полку 58-ї дивізії 12-ї армії Південно-Західного фронту. З січня 1921 року — командир взводу окремої роти зв'язку 13-го стрілецького корпусу Туркестанського фронту.
У травні 1924 року демобілізувався і повернувся в місто Кам'янське, де працював газівником доменного цеху Дніпровського металургійного заводу імені Дзержинського.
Член РКП(б) з лютого 1925 року.
З січня 1926 року до березня 1927 року працював інспектором Дніпропетровського окружного відділу народної освіти, потім знову працював на заводі імені Дзержинського секретарем партійного осередку доменного цеху.
З січня 1929 року — інструктор Кам'янського районного комітету КП(б) України, а з серпня 1929 року — завідувач агітаційно-пропагандистського відділу Доманівського районного комітету КП(б) України.
З жовтня 1930 року по травень 1931 року — інструктор Первомайського районного відділу народної освіти на Миколаївщині.
З травня 1931 року по лютий 1932 року — голова профкому доменного цеху Дніпровського металургійного заводу імені Дзержинського. Потім знову призваний на військову службу.
З лютого 1932 року служив на політичних посадах в Українському військовому окрузі: відповідальний секретар партбюро військової частини, з березня 1933 року — 120-го окремого артилерійського полку. У лютому 1935 року переведений на флот комісаром військової частини Тихоокеанського флоту. З листопада 1935 року по серпень 1937 року — старший інструктор, потім інспектор Політичного управління Тихоокеанського флоту. З серпня 1937 року перебував у розпорядженні Політуправління Тихоокеанського флоту. У грудні 1939 року був демобілізований.
З грудня 1939 року працював заступником начальника управління будівництва «Південьенергобуду» в місті Дніпродзержинську Дніпропетровської області. У вересні 1940 року повернувся до навчання в металургійному інституті, проте після заняття міста німцями в серпні 1941 року пішов у радянське підпілля.
З 1941 року по 1943 рік був секретарем Дніпродзержинського підпільного міського комітету КП(б)У. Після зайняття Дніпродзержинська радянськими військами у жовтні 1943 року призначений завідувачем відділу кадрів Дніпродзержинського міського комітету КП(б) України Дніпропетровської області.
У серпні 1944 року переведений на партійну і радянську роботу в Литовську РСР.
З серпня по грудень 1944 року — 1-й секретар Біржайського повітового комітету КП(б) Литви.
З 30 грудня 1944 року по січень 1945 року — секретар, а з січня 1945 року по 24 березня 1947 року — 3-й секретар ЦК КП(б) Литви.
З 13 березня 1947 року по 17 липня 1950 року — заступник Голови Ради Міністрів Литовської РСР і одночасно міністр сільського господарства Литовської РСР.
З червня 1950 року по червень 1953 року — 1-й секретар Клайпедського обласного комітету КП(б) Литви.
З 11 червня 1953 року по 16 лютого 1954 року — 2-й секретар ЦК КП Литви.
З 7 жовтня 1953 по 27 березня 1954 року — міністр внутрішніх справ Литовської РСР.
З 27 березня 1954 по 30 жовтня 1959 року — голова Комітету державної безпеки при Раді Міністрів Литовської РСР. Був першим Головою КДБ Литовської РСР.
З січня 1960 року — на пенсії у місті Вільнюсі.
З 1960 року по 1986 рік — голова Ревізійної комісії Комуністичної партії Литви.
Указом Президії Верховної Ради СРСР від 9 січня 1976 року за активну участь у Громадянській та Великій Вітчизняній війнах, багаторічну і бездоганну роботу в партійних і державних органах та у зв'язку з 75-річчям з дня народження Ляудісу було присвоєно звання Героя Соціалістичної Праці.
Помер 23 травня 1989 року. Похований у Вільнюсі.

## Звання
- полковник (1953)
- генерал-майор (14.01.1956)

## Нагороди
- Герой Соціалістичної Праці (9.01.1976)
- два ордени Леніна (20.07.1950, 9.01.1976)
- орден Жовтневої Революції (9.01.1981)
- орден «Знак Пошани» (1.10.1965)
- орден Трудового Червоного Прапора (27.08.1971)
- орден Червоного Прапора (2.05.1945)
- два ордени Вітчизняної війни I ст. (21.03.1945, 8.04.1947)
- орден Червоної Зірки (28.10.1967)
- дві медалі «Партизану Вітчизняної війни» І ст. (14.11.1944, 24.01.1946)
- нагрудний знак «50 років перебування в КПРС»
- почесний громадянин Дніпродзержинська (1965) — перший, кому було присвоєно це звання.
- інші нагороди